# أبارهيم أباد (مشك أباد)
أبارهیم أباد (بالفارسية: ابراهیم‌آباد) هي قرية تقع في إيران في مركزي. يقدر عدد سكانها بـ 1,738 نسمة .